# Kanton Le Catelet
Le Catelet is een voormalig kanton van het Franse departement Aisne. Het kanton maakte deel uit van het arrondissement Saint-Quentin. Het werd opgeheven bij decreet van 21 februari 2014, met uitwerking in maart 2015.

## Gemeenten
Het kanton Le Catelet omvatte de volgende gemeenten:
- Aubencheul-aux-Bois
- Beaurevoir
- Bellenglise
- Bellicourt
- Bony
- Le Catelet (hoofdplaats)
- Estrées
- Gouy
- Hargicourt
- Joncourt
- Lehaucourt
- Lempire
- Levergies
- Magny-la-Fosse
- Nauroy
- Sequehart
- Vendhuile
- Villeret